# Faringe kyrka

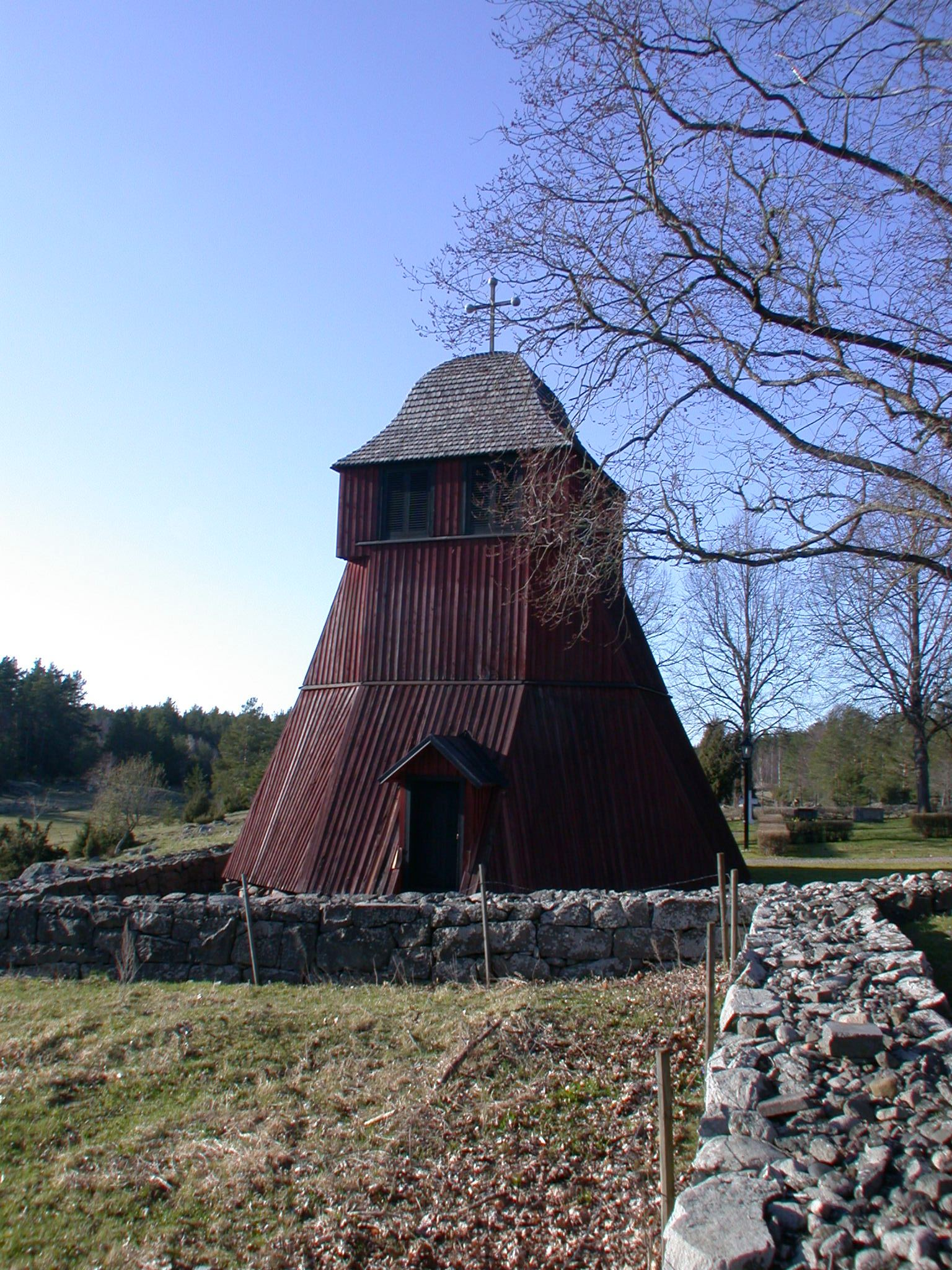
Klockstapeln

Faringe kyrka är en kyrkobyggnad som tillhör Faringe församling i Uppsala stift. Kyrkan ligger i Faringe kyrkby nära länsväg 661 mellan Uppsala och Hallstavik. Det är bekräftat att Faringe redan på 1200-talet var socken med egen kyrka. Väster om kyrkan, utanför kyrkogården, står en klockstapel från 1668. Ursprungligen var stapeln en öppen konstruktion med huv över klockorna. 1824 tillkom nuvarande rödfärgade brädklädnad. Stapeln renoverades 1948. Stora kyrkklockan var skänkt 1629 och omgjuten 1876. Lilla klockan var omgjuten 1810.

## Kyrkobyggnaden
Faringe kyrka är en salkyrka med väggar av natursten som är putsade både utvändigt och invändigt. Kyrkan består av ett rektangulärt långhus med ett rakt avslutat kor i öster av samma bredd som långhuset. I nordost finns en vidbyggd sakristia och i sydväst ett vidbyggt vapenhus. Långhus och vapenhus har sadeltak medan sakristian har ett valmat tak. Taken är belagda med plåt. Ursprungliga portalen i vapenhusets södra vägg är ännu i bruk. Fönsteröppningar från kyrkans tillkomsttid är bevarade i både öst- och västgaveln.

### Tillkomst och ombyggnader
Medeltida inventarier och några medeltida pergamentbrev vittnar om att socknen hade en kyrka redan på 1200-talet. Om föregående kyrka låg på samma plats som den nuvarande är inte känt.
Nuvarande kyrkobyggnad uppfördes troligen omkring år 1500. Vapenhuset tillkom något senare. Nuvarande sakristia uppfördes 1755 på grunden av den gamla, som kan ha uppförts på 1200-talet eller 1300-talet. Gamla sakristian kan ha hört till en äldre kyrka på platsen som förmodligen var av trä. Långhuset och vapenhuset har valv som är samtida med kyrkan. Kalkmålningar utfördes 1515 av Lars målare, borgare i Uppsala. På 1700-talet vitlimmades kyrkorummets väggar och tak och av målningarna återstår idag bara fragment. Innan kyrkorummet vitlimmades gjordes viss dokumentation av målningarna av Johannes Haquini Rhezelius och Johan Peringskiöld. Målningarna i vapenhuset är de bäst bevarade och även om de är fragmentariska kan man se spår av motiven. En restaurering ägde rum 1929 under ledning av arkitekt Dag Melin, då läktarbarriären från 1600-talets mitt återmonterades, sedan den påträffats i klockstapeln. Vissa förändringar gjordes av den slutna bänkinredningen från 1714.

## Inventarier
- Dopfunten av sandsten är sannolikt från mitten av 1200-talet. En dopskål av tenn är skänkt 1643.
- Predikstolen på norra väggen är tillverkad 1739 av bildhuggaren Gottlob Rosenberg från Stockholm. Tillhörande timglasstativ är inköpt år 1800. Tidigare timglasstativ från 1686 förvaras i sakristian.
- Altartavlan "Kristi gravläggning" målades 1801 av Konstakademins professor C.W. Swedman.
- Altaruppsatsen färdigställdes 1802.
- Triumfkrucifixet är från första hälften av 1400-talet.
- Från medeltiden finns några ljusredskap av smidesjärn, rökelsekar samt primklocka av malm.
- Uppsatta på väggarna finns helgonskulpturer som hörde till ett altarskåp från 1470-talet.
- Nattvardskärlet är består av delar från tre olika epoker. Mellanstycket från medeltiden är ett gjutet och ciselerat arbete som är rikt ornerat med vinlöv och vindruvor. Foten är från slutet av 1600-talet och skålen är från 1805.

### Orgel
- 1845 byggde Johan Lambert Larsson, Ystad en orgel med 6 stämmor, manual och bihängd pedal. Orgeln renoverades 1900 av P L Åkerman & Lunds Orgelfabriks AB, Sundbybergs köping.

| Manual       | Pedal   |
| Principal 8´ | Bihängd |
| Fugara 8'    |         |
| Octava 4'    |         |
| Flöjt 4'     |         |
| Trumpet 8'   |         |

- 1943 byggde Bröderna Moberg, Sandviken en orgel med 15 stämmor, två manualer och pedal. Större delen av stämmorna från den tidigare orgeln användes.
- Den nuvarande orgeln byggdes 1990 av Robert Gustavsson Orgelbyggeri AB, Härnösand. Orgeln är mekanisk med slejflådor och har ett tonomfång på 56/27.

| Manual              | Pedal                              | Koppel  |
| Principal 8´ (1845) | Subbas 16´                         | Man/Ped |
| Fugara 8' (1845)    | Gedacktbas 8' (tr från Subbas 16') |         |
| Gedackt 8'          |                                    |         |
| Octava 4' (1845)    |                                    |         |
| Flöjt 4' (1845)     |                                    |         |
| Quinta 3'           |                                    |         |
| Octava 2'           |                                    |         |
| Trumpet 8' (1845)   |                                    |         |

### Webbkällor
- Upplandia.se - En site om Uppland